# Comisión Fagan
La Comisión Fagan fue constituida por el gobierno de Sudáfrica en 1948 para analizar cambios al sistema de segregación.
La principal recomendación del informe de la Comisión fue que se debía flexibilizar el control del flujo de los africanos a las zonas urbanas. Ello incrementaría el flujo de trabajadores y prevendría los problemas de trabajadores migratorios residentes en las distantes zonas rurales. El informe de la Comisión Fagan exhortó a la generación de una población estable de trabajadores africanos dentro de áreas urbanas para crear una fuerza de trabajo confiable para los negocios así como para un aumento de la base de consumidores minorista.
El informe fue publicado al tiempo que la popularidad de Jan Smuts se encontraba en baja y sus detractores conseguían más apoyo. En respuesta el Partido Nacional (Sudáfrica) constituyó su propia comisión, llamada la Comisión Sauer. Su informe recomendada exactamente lo opuesto que el de la Comisión Fagan, por ejemplo que la segregación debía continuar e implementarse a toda la vida social y económica. El ascenso del Apartheid de la posguerra puede serle atribuido a la Comisión Sauer.
- Datos: Q5779109